# Philip Brodie
Philip Brodie (* 3. April 1975 in Redhill, Reigate and Banstead, Surrey, England) ist ein britischer Schauspieler und Synchronsprecher.

## Leben
Brodie ist seit dem 8. September 2011 mit Evie Brodie verheiratet. Ihm gelangen seine ersten Schritte im Schauspiel als Bühnendarsteller. Sein Fernsehdebüt gab er 2002 im Fernsehfilm Shoreditch Twat. 2003 und 2004 hatte er Episodenrollen in mehreren Fernsehserien wie Adventure Inc. – Jäger der vergessenen Schätze oder My Family. Von 2004 bis 2005 war er in der Rolle des Vivien „Jaws“ Wright in insgesamt 45 Episoden der Fernsehserie Dream Team zu sehen. Es folgten weitere Episodenrollen in Fernsehserien wie Merlin – Die neuen Abenteuer, Die Musketiere oder Casualty. Von 2018 bis 2019 verkörperte er die Rolle des Everit Dred in insgesamt 12 Episoden der Fernsehserie The Outpost.
2017 wirkte er als Darsteller für das Motion-Capture-Verfahren im Videospiel Arktika.1 mit. Es folgten Sprechrollen in den Videospielen Total War: Warhammer II, Battlefield V und Assassin’s Creed Valhalla.

## Filmografie

### Schauspiel
- 2002: Shoreditch Twat (Fernsehfilm)
- 2003: Adventure Inc. – Jäger der vergessenen Schätze (Adventure Inc.) (Fernsehserie, Episode 1x15)
- 2003: My Hero (Fernsehserie, Episode 4x05)
- 2003: My Family (Fernsehserie, Episode 4x14)
- 2004: The Sack Race (Fernsehserie, Episode 1x02)
- 2004: Days That Shook the World (Fernsehserie, Episode 2x04)
- 2004–2005: Dream Team (Fernsehserie, 45 Episoden)
- 2005: Blake’s Junction 7 (Kurzfilm)
- 2005: Broken News (Mini-Serie, 6 Episoden)
- 2006: Pulling (Fernsehserie, Episode 1x02)
- 2006: Doctors (Fernsehserie, Episode 7x149)
- 2007: The Last Flight to Kuwait (Fernsehfilm)
- 2007: Hautnah – Die Methode Hill (Wire in the Blood) (Fernsehserie, Episode 5x04)
- 2007: The Bill (Fernsehserie, Episode 23x56)
- 2007: Young Dracula (Fernsehserie, 3 Episoden)
- 2007: An Jowl yn Agas Kegin (Kurzfilm)
- 2007–2009: Katy Brand’s Big Ass Show (Fernsehserie, 5 Episoden)
- 2008: Doctors (Fernsehserie, Episode 9x187)
- 2009: Miranda (Fernsehserie, Episode 1x06)
- 2009–2010: Ideal (Fernsehserie, 3 Episoden)
- 2010: Merlin – Die neuen Abenteuer (Merlin) (Fernsehserie, Episode 3x04)
- 2010: Vacant Possession (Kurzfilm)
- 2011: Not Going Out (Fernsehserie, Episode 4x03)
- 2011: World of the Dead: The Zombie Diaries
- 2011: Paladin – Der Drachenjäger (Dawn of the Dragonslayer)
- 2011: A Landscape of Lies – Directors Cut
- 2011: Swoosh! (Kurzfilm)
- 2011: Footless Men (Kurzfilm)
- 2013: Family Tree (Fernsehserie, Episode 1x01)
- 2014: Die Musketiere (The Musketeers) (Fernsehserie, Episode 4x03)
- 2015: The Team (Fernsehserie, 2 Episoden)
- 2015: Nina Nobody
- 2015: Mythica – Der Totenbeschwörer (Mythica: The Necromancer)
- 2016: Downhill (Kurzfilm)
- 2016: Light Upon Dark (Kurzfilm)
- 2016: Harley & the Davidsons – Legende auf zwei Rädern (Harley and the Davidsons) (Mini-Serie, 2 Episoden)
- 2017: Casualty (Fernsehserie, Episode 31x29)
- 2017: Unlocked
- 2017: Arktika.1 (Videospiel)
- 2017: EastEnders (Fernsehserie)
- 2018: Paris Song
- 2018–2019: The Outpost  (Fernsehserie, 12 Episoden)
- 2019: Four Weddings and a Funeral (Mini-Serie, Episode 1x08)
- 2020: Behind You

### Synchronsprecher
- 2017: Total War: Warhammer II (Videospiel)
- 2018: Battlefield V (Videospiel)
- 2020: Assassin’s Creed Valhalla